# Metábasis eis állo génos
Als Metábasis eis állo génos (gr. μετάβασις εἰς ἄλλο γένος, wörtl. Wechsel in eine andere Gattung) oder Übergriff in ein anderes Gebiet versteht man eine unangezeigte Verschiebung der Bedeutung eines Begriffes durch Änderung der Gattung, in deren Kontext der Begriff auf etwas Konkretes verweist.
Der Ausdruck stammt ursprünglich aus der Analytica posteriora von Aristoteles:

„Οὐκ ἄρα ἔστιν ἐξ ἄλλου γένους μεταβάντα δεῖξαι, οἷον τὸ γεωμετρικὸν ἀριθμητικῆι. 
(Folglich darf man auch Behufs eines Beweises nicht in ein anderes Gebiet übergreifen; so darf z.B. das Geometrische nicht durch arithmetische Sätze bewiesen werden.)“

Obwohl Arithmetik und Geometrie z. T. dieselben Begriffe und Ausdrücke verwenden, sollen die Beweise aus einem Gebiet nicht ohne weiteres auf das andere übertragen werden, da die Begriffe je nach Bereich unterschiedliche Objekte spezifizieren. So wird die Metábasis auch in der aristotelischen Physik untersagt: 

„Ἀλλ’ ἐκεῖνο μὲν δῆλον, ὡς οὐκ (268b.) ἔστιν εἰς ἄλλο γένος μετάβασις, ὥσπερ ἐκ μήκους εἰς ἐπιφάνειαν, εἰς δὲ σῶμα ἐξ ἐπιφαείας· 
 (Eines jedoch ist klar. Wir können den Körper nicht auf eine andere Gattung hin überschreiten, wie wir von der Linie zur Fläche und von der Fläche zum Körper übergegangen sind.)“

Wo die Metábasis nicht ausdrücklich als Analogie vorgenommen wird, führt sie zu einem plötzlichen Sprung in einer Beweisführung oder Argumentation, in dem man auf fehlerhafte Weise nicht mehr den ursprünglichen Gegenstand der Beweisführung behandelt, sondern einen völlig anderen. Damit begeht man aber den Schlussfehler der Erschleichung.
In der jüngeren Philosophie verwendete Edmund Husserl den Begriff der Metabasis zur Kritik des Psychologismus. Husserls Arbeit wiederum ist einer der Ausgangspunkte zur Entwicklung der Theorie des Kategorienfehlers bei Gilbert Ryle.